# Valeriu-Victor Boeriu
Valeriu-Victor Boeriu (n. 28 mai 1954, Salonta, județul Bihor) este un politician român. Valeriu-Victor Boeriu a absolvut facultatea de medicină din Cluj. În legislatura 2004-2008, Boeriu a fost ales deputat iar în legislatura 2012-2016 a ales senator pe listele PNL. În legislatura 2004-2008, Valeriu-Victor Boeriu a fost membru în grupurile parlamentare de prietenie cu Republica Slovacă și Regatul Belgiei iar în legislatura 2012-2016 a fost membru în grupurile parlamentare de prietenie cu Republica Cehă, Republica Cipru, Republica Slovenia și Muntenegru.